# Fontana (dragqueen)
Fontana, artistnamn för Gabriel Fontana Teixeira, född 10 juni 1993 i São Leopoldo i Rio Grande do Sul i Brasilien, är en brasiliansk skådespelare, dragqueen, makeupartist, sångare, låtskrivare och dansare. Hen deltog i första säsongen av Drag Race Sverige som sändes på SVT.

## Biografi
Fontana föddes i São Leopoldo i Rio Grande do Sul den 10 juni 1993. Hen har ända sedan hen var barn velat bli sångare. I sin barndom inspirerades hen av den brasilianska sångerskan Sandys popmusikaliska stil. Även Britney Spears var en stor idol. Som barn fick Fontana ett stipendium till ett danskompani i São Leopoldo. Som tonåring gjorde hen inträdesprov och kom in vid Universidade Federal do Rio de Janeiro, men då hen inte kunde försörja sig ekonomiskt tvingades hen avbryta studierna. Flera år senare studerade Fontana socialt arbete under ett år vid Catholic University of Brasília. Vid 19 års ålder bestämde hen sig för att lägga ner studierna och jobbet i Brasilien för att flytta till Skellefteå i Sverige. Senare flyttade Fontana till Stockholm.

## Karriär

### 2014–2020:Idol RevanschenochTalang
År 2014, innan han började sin karriär som dragqueen, var Fontana en del av ett bandet Mais Que Nada, och sjöng bossa nova-versioner av den svenska gruppen Abbas låtar. År 2015 hade Fontana sitt första framträdande i det svenska TV-programmet Idol Revanschen, på TV4, där hon korades till säsongens mästare. 2016, efter att ha deltagit i talangshowen, skrev Fontana på för Capitol Records och släppte singeln "Electric". 2018 hade Fontana en kort medverkan i programmet Love at First Kiss, och deltog i den åttonde säsongen av talangprogrammet Talang, den svenska versionen av America's Got Talent, där hon hamnade i semifinal. Samma år bjöds Fontana in av den svenska kungafamiljen att vara en del av deras nationella kampanj mot mobbning och nätmobbning till försvar av HBTQ-gemenskapen. 2019 startade Fontana sin karriär som dragqueen och släppte singeln "Be a Star". 2020 deltog Fontana i musikvideon till låten "Malibu" av den tyska sångerskan Kim Petras. Musikvideon innehåller framträdanden av bland andra Paris Hilton, Demi Lovato och Charli XCX.

### 2023–:Drag Race SverigeochDen lilla sjöjungfrun
År 2023 bekräftades Fontana som en av deltagarna i den första säsongen av Drag Race Sverige, där hon blev tvåa. Samma månad berättade Fontana i sociala medier om de främlingsfientliga attacker hon drabbats av efter att ha deltgit i programmet. Fontana är den andra brasilianaren att delta i Drag Race-serien, efter Miss Abby OMG, från Drag Race Holland.
I augusti 2023 uppträdde Fontana på Stockholm Pride.
I augusti samma år bekräftades Fontanas medverkan i musikalen Den lilla sjöjungfrun, en anpassning av Disney-klassikern. Musikalen har premiär våren 2024 och Fontana spelar rollen som Ariels lillasyster, en roll som hon är lycklig över att ha fått då filmen var hennes favoritfilm som liten.

## Privatliv
Under en intervju med QX berättade Fontana att hen identifierar sig som en ickebinär person. Fontana lider av social ångest. För Universo Online berättade Fontana att hen en gång togs av en familjevän till exorcismsessioner, för att en exorcist skulle driva ut "homosexuella demoner" från hens kropp.

## Filmografi

### Television
| År   | Titel              | Roll     | Noteringar |
| ---- | ------------------ | -------- | ---------- |
| 2015 | Idol Revanschen    | Tävlande | Säsong 11  |
| 2018 | Love at First Kiss | Tävlande | Säsong 1   |
| 2018 | Talang             | Tävlande | Säsong 8   |
| 2023 | Drag Race Sverige  | Tävlande | Säsong 1   |